# باسكال جانان
باسكال جانان (بالفرنسية: Pascal Janin)‏ (4 أبريل 1956 في فرنسا - ) هو مدرب كرة قدم ولاعب كرة قدم فرنسي في مركز حراسة المرمى. لعب مع نادي أنجيه ونادي أورليانز ونادي ستراسبورغ ونادي غويونيون ونادي موناكو ونادي أبفيل ‏.

## روابط خارجية
- باسكال جانان على موقع قاعدة بيانات كرة القدم.إي يو (الإنجليزية)